# Forfatningsdomstolen i Den Russiske Føderation
Forfatningsdomstolen i Den Russiske Føderation (russisk: Конституционный суд Российской Федерации, tr. Konstitutsionnyj sud Rossijskoj Federatsii) er det konstitutionelle kontrolorgan i Rusland, hvis beføjelser, pligter og sammensætning bestemmes af forfatningen og en særlig føderal lov.
Forfatningsdomstolen blev etableret i 1991. Domstolen har beføjelser til at afgøre om love eller præsidentielle dekreter er i overensstemmelse med forfatningen i Rusland. Forfatningsdomstolen har til opgave at beskytte forfatningen (i den russiske forfatningsret er denne funktion kendt som "forfatningsmæssig kontrol" eller "forfatningsmæssig kontrol"), hvor domstolen har jurisdiktion, mens den højeste appelinstans i det juridiske system er Den Russiske Føderations Højesteret.
Siden 2008 har forfatningsdomstolen haft sæde i Sankt Petersborg og består af nitten dommere udpeget af Føderationsrådet efter forslag fra Præsidenten for Den Russiske Føderation.